# عمر بن سليمان الأشقر
عمر بن سليمان بن عبد الله الأشقر (1940م - 10 أغسطس 2012)، أحد علماء الدين السنة شغل سابقا منصب أستاذ في كلية الشريعة في الجامعة الأردنية في عمان الأردن وأحد أعلام جماعة الإخوان المسلمين في الأردن.

## النشأة
ولد عام 1940م بـ قرية برقة التابعة لمحافظة نابلس بفلسطين وهو من بيت علم إذ إن أخاه هو الدكتور محمد سليمان الأشقر أحد علماء أصول الفقه. متزوج وله من الأولاد خمسة اكبرهم سليمان ومن البنات واحدة

### الدراسة
خرج الأشقر من فلسطين وهو ابن ثلاث عشرة سنةٍ إلى المدينة المنورة بالمملكة العربية السعودية وأكمل دراسته الثانوية العامة هناك، ثمَّ أكمل الدراسة في جامعة الإمام في الرياض، وحصل على البكالوريوس من كليَّة الشريعة، ثم عمل أمين مكتبة في الجامعة الإسلامية بالمدينة المنورة ومكث فيها فترة من الزمن ثم غادر إلى الكويت عام 1965م واستكمل الأشقر رحمه الله رحلته العلمية بدراسة الماجستير في جامعة الأزهر ثم حصل على الدكتوراه من كلية الشريعة بجامعة الأزهر عام 1980م وكانت رسالته في «النيات ومقاصد المكلفين» في الفقه المقارن وعمل مدرسًا في كلية الشريعة بجامعة الكويت.
بقي الشيخ بالكويت حتى عام 1990م ثم خرج منها إلى المملكة الأردنية فعيِن أستاذًا في كلية الشريعة بالجامعة الأردنية وبعدها عميد كلية الشريعة بجامعة الزرقاء، ثم تفرغ للبحث والكتابة، وأصدر عدداً جيداً من الكتب والأبحاث.

## مشايخه وتلاميذه
تلقى العلم على يد عدد من الشيوخ منهم:
- الشيخ د. محمد بن سليمان الأشقر وهو أخوه الكبير وشيخه الأول.
- الشيخ عبد العزيز بن عبد الله بن باز.
- والشيخ محمد ناصر الدين الألباني.
- والشيخ عبد الجليل القرقشاوي من مشايخ الأزهر.

وللشيخ العديد من التلاميذ نذكر من بينهم - على سبيل المثال - الشيخ إبراهيم العلي، والشيخ إحسان العتيبي، والشيخ أسامة فتحي أبوبكر، والشيخ عمر إبراهيم عادي،
وابنه الدكتور أسامة عمر الأشقر، والشيخ الدكتور محمد بن يوسف الجوراني وهو من خاصتهم، والشيخ أبو قتيبة محمد عبد العزيز، والقائد السياسي في حماس خالد مشعل، وغيرهم.

## مؤلفاته
للدكتور عمر الأشقر مؤلَفات كثيرة، منها:
- مقاصد المكلفين فيما يتعبد به رب العالمين.
- أصل الاعتقاد.
- أسماء الله وصفاته في ضوء اعتقاد أهل السنة والجماعة.
- القياس بين مؤيِديه ومعارضيه.
- الشريعة الإلهية لا القوانين الجاهلية.
- الصيام في ضوء الكتاب والسنة.
- حكم المشاركة في الوزارة والمجالس النيابية.
- المرأة بين دعاة الإسلام وأدعياء التقدم.
- معالم الشخصية الإسلامية.
- نحو ثقافةٍ إسلاميةٍ أصيلة.
- جولةٌ في رياض العلماء وأحداث الحياة.
- مواقف ذات عِبَر.
- وليتبروا ما علوا تتبيرًا. إضافةً إلى العديد من الأبحاث والدراسات الأخرى.

سلسلة العقيدة في ضوء الكتاب والسنة وتشمل
- العقيدة في الله
- عالم الملائكة الأبرار
- عالم الجن والشياطين
- الرسل والرسالات
- الجنة والنار
- القضاء والقدر
- القيامة الصغرى
- القيامة الكبرى

## وفاته
توفي رحمه الله في العاصمة الأردنية عمان يوم الجمعة 10 أغسطس 2012 الموافق 22 رمضان في العشر الأواخر لعام 1433 هجرية بعد معاناة مع المرض عن عمر يناهز 72 عاماً.